# Lotononis orthorrhiza
Lotononis orthorrhiza är en ärtväxtart som beskrevs av Paul Conrath. Lotononis orthorrhiza ingår i släktet Lotononis och familjen ärtväxter. Inga underarter finns listade i Catalogue of Life.